# Igreja de Nossa Senhora da Salvação (Arruda dos Vinhos)
A Igreja de Nossa Senhora da Salvação de Arruda dos Vinhos ou Igreja Matriz de Arruda dos Vinhos é uma igreja localizada na freguesia e no Município de Arruda dos Vinhos, na região Oeste e distrito de Lisboa. Possui a classificação de Imóvel de Interesse Público, desde o ano de 1944.

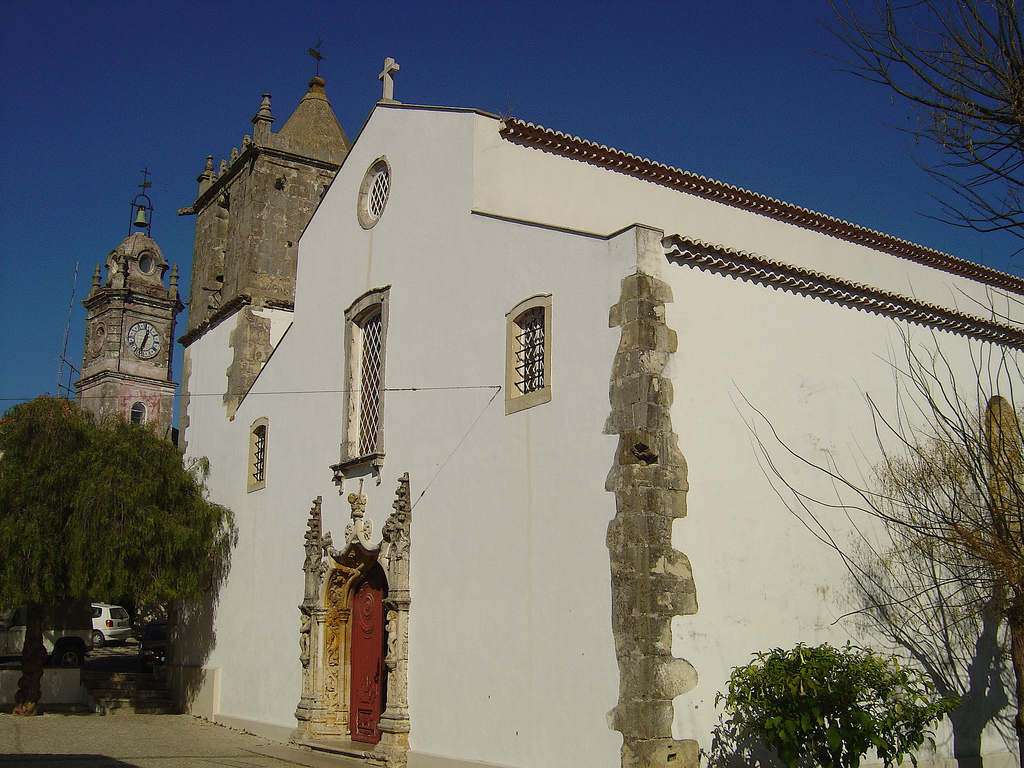
Igreja Matriz de Arruda dos Vinhos.

## História
Após a conquista de Lisboa e Sintra, no final do século XII, a vila de Arruda com o seu castelo foi entregue à Ordem de Santiago sendo este o território que a Ordem detinha a Norte do Tejo.
Desconhece-se a data de construção da igreja primitiva, supondo-se que tenha ocorrido nas primeiras décadas do século XIII. Do edifício original, que não vem mencionado na Inquirição do Termo de Lisboa (c. 1220), apenas se sabe que albergava a irmandade de Nossa Senhora da Salvação. É desse tempo a imagem quatrocentista de Nossa Senhora da Piedade, provavelmente a imagem tutelar do templo que foi objecto de grande devoção no final da Idade Média.
A arquitectura que subsiste no presente data da época final do domínio da Ordem de Santiago sobre a vila de Arruda. Em 1551, a Ordem de Santiago passou para o domínio da coroa e a comenda da localidade foi atribuída a João de Lencastre, Duque de Aveiro. D. Manuel havia estado antes na vila, ao que se julga para escapar a uma vaga de peste, sendo este o momento apontado tradicionalmente para o arranque do projecto da nova Igreja Matriz dedicada à devoção da Senhora da Salvação.

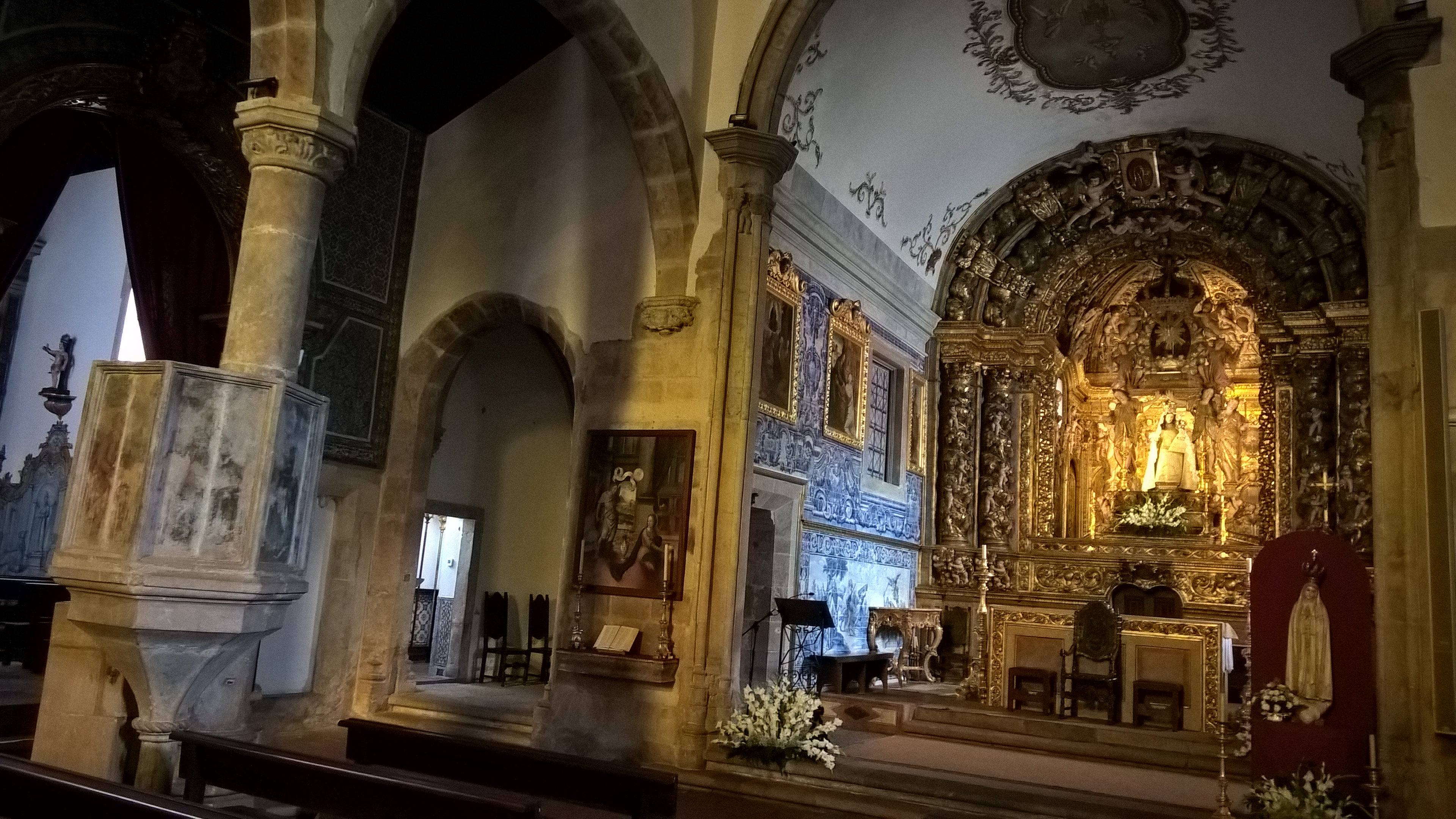
Interior da Igreja Matriz de Arruda dos Vinhos.

A igreja é um monumento tipicamente manuelino com um corpo de três naves seccionadas em cinco tramos, a fachada com um corpo central com portal e janela (sendo mais comum uma rosácea) e dois laterais mais baixos e dispostos obliquamente, características de inúmeras igrejas góticas de Portugal edificadas no final da Idade Média e que continuaram no ciclo manuelino.
A decoração é plenamente manuelina, sendo o portal o principal o principal elemento, de perfil canopial, limitado lateralmente por pilastras que integram nichos com imagens e superiormente por cortina. No interior, as colunas que sustentam os arcos do corpo da igreja possuem decoração vegetalista que se repetem nos capitéis.
É portanto do final deste período a encomenda do Políptico da Matriz de Arruda dos Vinhos (maneirista) para a decoração da Igreja renovada.
Nos séculos XVII e XVIII, o interior da Igreja foi substancialmente transformado, tendo as paredes sido revestidas a azulejo, bem como o retábulo-mor, seccionado por colunas pseudo-salomónicas e com decoração à base de parras de videira, e que levou à relocalização das pinturas do Políptico. Em 1744 foi construido o coro-alto, o que obrigou a alterações no primeiro tramo da estrutura, com substituição de capitéis e redução de colunas. tendo também sido revestidas as paredes da capela-mor com painéis de azulejos azuis e brancos.